# Energipark

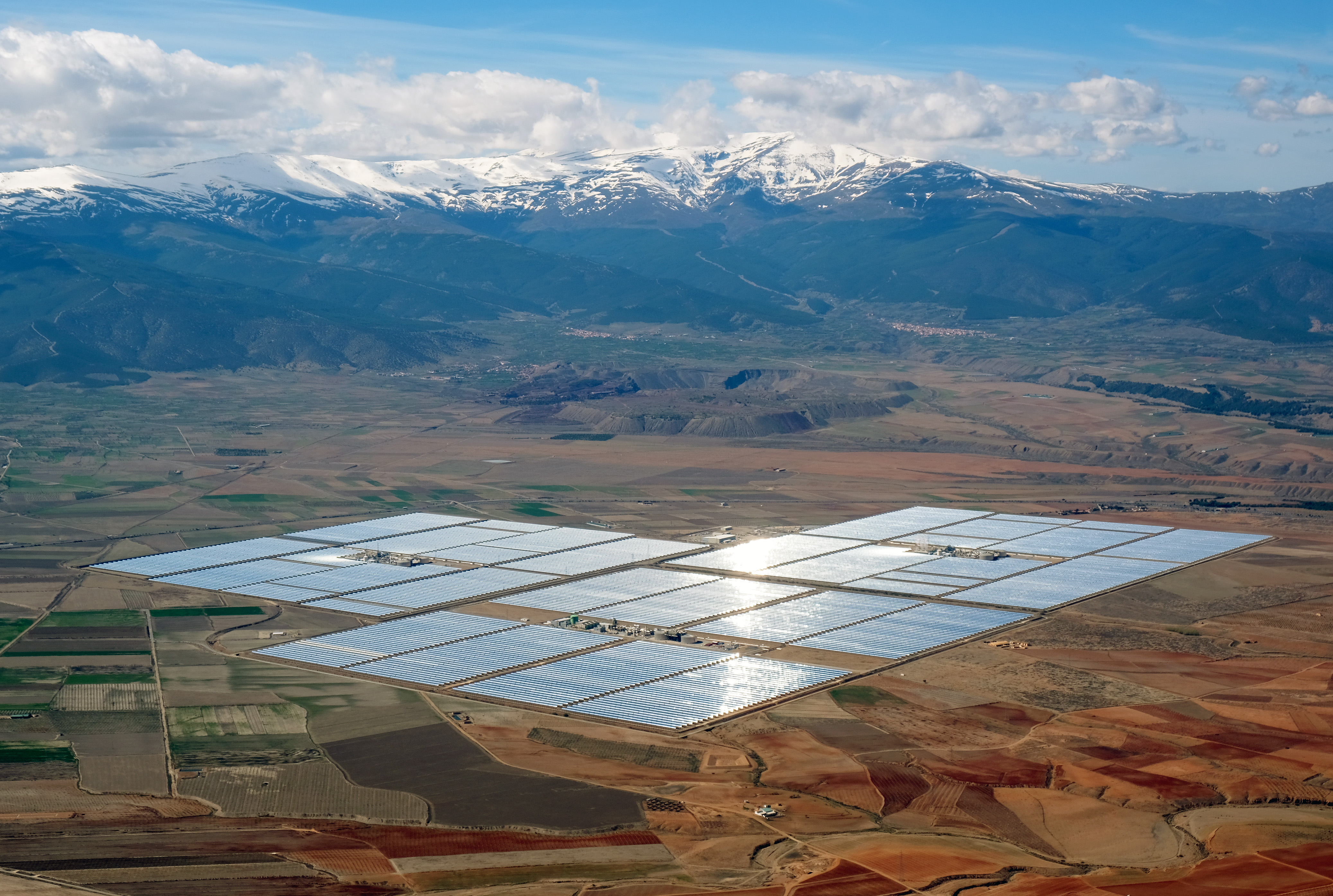
Andasols solelstation 2021.

En energipark eller hybridpark är en anläggning som samlar olika energikällor, oftast förnyelsebara, på samma plats för att producera och/eller lagra energi. Den kan inkludera en kombination av följande:
- Energiproduktion från solceller, vindkraft, biogas, vattenkraft, geotermisk energi osv.
- Lagring av energi i batterier, vätgas, värmelager, flytande biobränslen osv.

Nyttan med lokaliseringen är att samutnyttja infrastruktur som exempelvis elnät, vägar, vattenförsörjning, tillstånd att nyttja marken för energiproduktion och ytan effektivare.
Vanliga kombinationer är: solceller och batterier, vindkraft och vätgasproduktion, vattenkraftdamm, batterier och flytande solceller, solceller, vindkraft, solceller och batterier.
Elnätet är ofta en begränsning, i effekt som kan överföras, och samlokaliseringen gör att exempelvis solceller som producerar på dagen kan kompletteras med el från batterier när solen inte lyser. Ett annat är produktion från vindkraft där elnätet i kan ta emot mer effekt eller priserna är låga och att då ladda batterier för att sedan överföra elen vid högre priser eller högre efterfrågan.